# نصيرو محمد
نصيرو محمد (بالإنجليزية: Nasiru Mohammed)‏ (6 يونيو 1994 بكوماسي في غانا - ) هو لاعب كرة قدم غاني في مركز الهجوم. شارك مع منتخب غانا تحت 17 سنة لكرة القدم ومنتخب غانا تحت 20 سنة لكرة القدم. أما مع النوادي، فقد لعب مع نادي هكن.

## وصلات خارجية
- نصيرو محمد على موقع اتحاد السويد (السويدية)
- نصيرو محمد على موقع قاعدة بيانات كرة القدم.إي يو (الإنجليزية)
- نصيرو محمد على موقع Soccerway.com (الإنجليزية)